# (9356) Elineke
(9356) Elineke est un astéroïde de la ceinture principale.

## Description
(9356) Elineke est un astéroïde de la ceinture principale. Il fut découvert le 30 décembre 1991 à l'Observatoire de Haute-Provence par Eric Walter Elst. Il présente une orbite caractérisée par un demi-grand axe de 2,62 UA, une excentricité de 0,10 et une inclinaison de 14,0° par rapport à l'écliptique.

## Compléments